# Wolfgang Menzel
Wolfgang Menzel, född 21 juni 1798 i Waldenburg i Schlesien, död 23 april 1873 i Stuttgart i Württemberg, var tysk litteraturkritiker och historiker.
Menzel bosatte sig 1825 i Stuttgart och var 1830-1838 liberal ledamot av württembergska lantdagen. I sina originella dikter Streckverse (1823) kritiserade han överdriven formdyrkan och lovprisandet av Johann Wolfgang von Goethe. Han fortsatte sina hårda angrepp på nämnde skald i Litteraturblatt, som han gav ut 1826-1848, samt i arbetet Die deutsche Litteratur (två band, 1827; andra upplagan, i fyra band, 1836). De dramatiska sagorna på vers Rübezahl (1829) och Narcissus (1830) samt romanen Furore (två band, 1851; scener från trettioåriga kriget) visar hans betydande anlag för diktning. 
Menzel var en avgjord romantiker och på samma gång sedlig rigorist. Efter julirevolutionen började han bekämpa det "unga Tyskland" samt judiska och franska skriftställares inflytande. Men han fick svar på tal av Karl Gutzkow, Heinrich Heine och Ludwig Börne ("Menzel, der Franzosonfresser", 1836). 
Menzels historiska skrifter kännetecknas av ensidigt tyskt och strängt monarkiskt sinnelag; bland dem märks Geschichte der Deutschen (tre band, 1824-1825; sjätte upplagan 1872-1873), Allgemeine Weltgeschichte (16 band, 1862-1870) och åtskilliga översikter över nyare tidens historia. Mer värde äger hans Geschichte der deutschen Dichtung (tre band, 1858-1859; andra upplagan 1875). Åren 1852-1869 utgav han åter Litteraturblat som organ för reaktionen och stortysk patriotism. En av hans söner utgav hans memoarer, Denkwürdigkeiten (1877).